# メリンダ・スー・テイラー
メリンダ・スー・テイラー（Melinda Hsu Taylor）は、アメリカ合衆国のテレビ脚本家、プロデューサーである。
アメリカン・ブロードキャスティング・カンパニーのテレビシリーズ『LOST』への参加で知られ、全米脚本家組合賞やプライムタイム・エミー賞にノミネートされた。他に『ミディアム 霊能者アリソン・デュボア』、『失踪 VANISHED』、『フォーリング スカイズ』、『TOUCH/タッチ』などへ参加した。

## キャリア
2005年に『ミディアム 霊能者アリソン・デュボア』の第1シーズンに脚本家として参加し、テレビでのキャリアが始まる。同シーズンでは第7話「リワインド・ドリーム」と第13話「究極の選択」を執筆した。2005年後半からの第2シーズンではストーリー・エディターとなり、第6話「新たな霊能者」を執筆した。2006年に第2シーズンが終了すると番組を降板した。
2006年に『失踪 VANISHED』のエグゼクティブ・ストーリー・エディターとなり、第9話「深まる謎」を執筆した。『失踪 VANISHED』は13話を以て打ち切られた。2007年には『Women's Murder Club』のエグゼクティブ・ストーリー・エディターとなり、計2話を執筆したが、第1シーズンで打ち切られた。
2009年に『LOST』の第5シーズンで共同プロデューサー兼脚本家として雇われた。同シーズンで彼女は第4話「リトル・プリンス (ロスト)」（プロデューサーのブライアン・K・ヴォーンと共同）、第13話「父という存在」（グレゴリー・ネーションズと共同）を執筆した。第5シーズンにより彼女を含む脚本家一同は第62回全米脚本家組合賞のドラマシリーズ脚本賞にノミネートされた。最終第6シーズンではプロデューサーに昇格した。同シーズンでは第4話「代理」（エグゼクティブ・プロデューサーのエリザベス・サーノフと共同）、第9話「長く仕えし者」（ネーションズと共同）を執筆した。
2010年にTNTのシリーズ『フォーリング スカイズ』でスーパーバイジング・プロデューサー兼脚本家として雇われた。彼女は第1シーズン終了後にシリーズを降板した。
2012年にはフォックスの『TOUCH/タッチ』に脚本家として雇われた。